# Roland Husson
Roland Husson , né à Paris le 2 septembre 1934, et mort le 23 avril 2013 à Córdoba, est un ancien diplomate français. Attaché culturel de l'ambassade de France au Chili, il y vit le coup d'État de 1973. Il continue à animer l'activité culturelle de l'ambassade pendant la dictature militaire d'Augusto Pinochet et organise l'exil de nombreux Chiliens vers la France.
Il publie en 2003 Nous avons mal au Chili, témoignage personnel de cette époque.
Son histoire est l'objet d'un documentaire : Un diplomate français à Santiago.